# Hor I
Auibra Hor, también conocido como Auibra, u Hor I, fue un faraón de la dinastía XIII de Egipto, que reinó c. 1739-1737 a. C.
Su nombre de Trono, Auibra, quiere decir "Ra se alegra", está inscrito en un fragmento del Canon Real de Turín, en el registro VI,17, indicándose que reinó siete... Su reinado fue breve, probablemente de menos de dos años.
Fue un ferviente admirador de Amenemhat III. Esto está confirmado en los vasos canopos de Hor, que están sellados con el nombre de Amenemhat y por el increíble cuidado que dedicó al lugar de la sepultura de este gran faraón. Hor ordenó restaurar la pirámide erigida por Amenemhat III, en Dahshur.

## Testimonios de su época
Su tumba fue descubierta en 1894 por J. de Morgan, en Dahshur, quedando deslumbrado de su enterramiento y equipo funerario; la encontró al norte de la pirámide de Amenemhat III. Era una pequeña sepultura que había sido parcialmente profanada como el mismo descubridor afirma, y aún contenía la momia intacta del faraón, en un sarcófago de madera policromada, con algunos objetos funerarios y dentro de un naos una estatua de madera -sin nombre alguno- representación del Ka del difunto, de 1,7 metros de altura, que actualmente se encuentra en el Museo Egipcio de El Cairo. 
La momia no ha sido desvendada pero en los años 1960 fue examinada mediante rayos X, revelando que el rey no presentaba ninguna fractura ni contusión y era un hombre de mediana edad al momento del deceso. Los brazos están a lo largo del cuerpo con las manos sobre el pubis, la costumbre de colocar los brazos de los reyes cruzados sobre el pecho sosteniendo el cetro y el flajelo surgió en la XVIII dinastía.

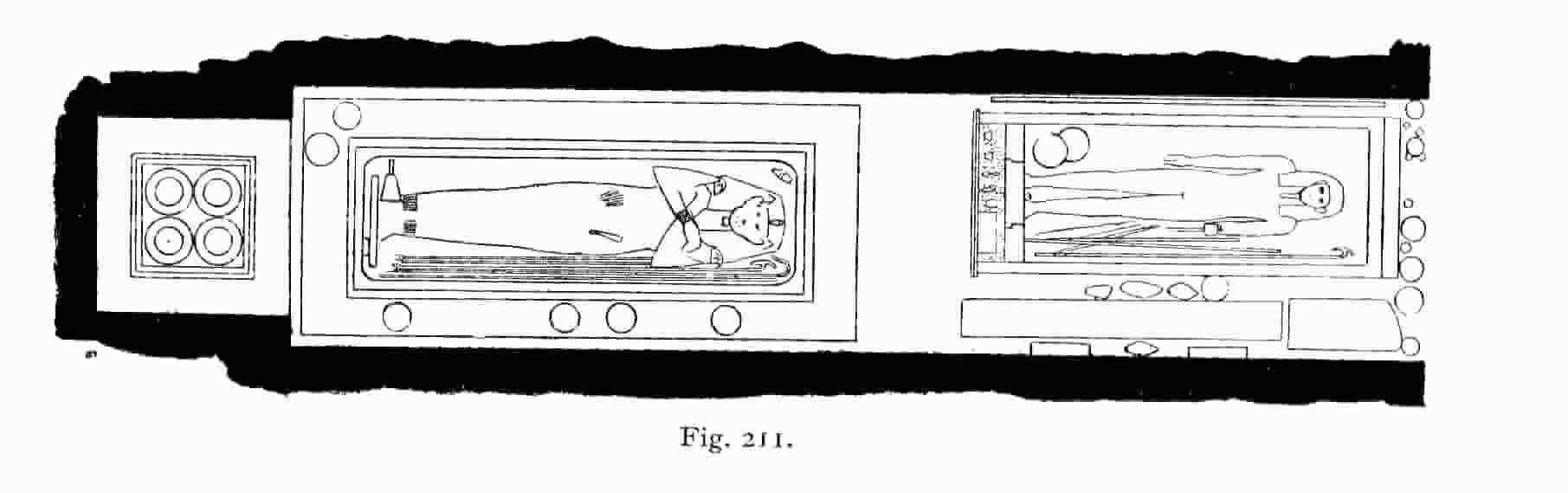
Dibujo de la tumba del faraón Auibra, del sarcófago y su estatua, en Dahshur.

## Titulatura
| Titulatura | Jeroglífico | Transliteración (transcripción) - traducción - (referencias) |

| G5 |

| G5 |

| R4 · ib | N17 · N17 |

| R4 · ib | N17 · N17 |

| R4 · ib | N17 · N17 |

| R4 · ib | N17 · N17 |

| G5 |

| G5 |

| R4 · ib | N17 · N17 |

| R4 · ib | N17 · N17 |

| R4 · ib | N17 · N17 |

| R4 · ib | N17 · N17 |

| G16 |

| G16 |

| nfr | N28 · D36 | G43 |

| nfr | N28 · D36 | G43 |

| G16 |

| G16 |

| nfr | N28 · D36 | G43 |

| nfr | N28 · D36 | G43 |

| G8 |

| G8 |

| nfr | R8A |

| nfr | R8A |

| G8 |

| G8 |

| nfr | R8A |

| nfr | R8A |

| N5 | F40 | ib |

| N5 | F40 | ib |

| N5 | F40 | ib |

| N5 | F40 | ib |

| N5 | F40 | ib |

| N5 | F40 | ib |

| N5 | F40 | ib |

| N5 | F40 | ib |

| N5 | F40 | ib |

| N5 | F40 | ib |

| N5 | F40 | ib |

| N5 | F40 | ib |

| N5 | F40 | ib |

| N5 | F40 | ib |

| N5 | F40 | ib |

| N5 | F40 | ib |

| N5 | F40 | Z7 · t | Y1 · Z2 | ib | Z1 |

| N5 | F40 | Z7 · t | Y1 · Z2 | ib | Z1 |

| N5 | F40 | Z7 · t | Y1 · Z2 | ib | Z1 |

| N5 | F40 | Z7 · t | Y1 · Z2 | ib | Z1 |

| N5 | F40 | Z7 · t | Y1 · Z2 | ib | Z1 |

| N5 | F40 | Z7 · t | Y1 · Z2 | ib | Z1 |

| N5 | F40 | Z7 · t | Y1 · Z2 | ib | Z1 |

| N5 | F40 | Z7 · t | Y1 · Z2 | ib | Z1 |

| N5 | F40 | Z7 · t | Y1 · Z2 | ib | Z1 |

| N5 | F40 | Z7 · t | Y1 · Z2 | ib | Z1 |

| N5 | F40 | Z7 · t | Y1 · Z2 | ib | Z1 |

| N5 | F40 | Z7 · t | Y1 · Z2 | ib | Z1 |

| N5 | F40 | Z7 · t | Y1 · Z2 | ib | Z1 |

| N5 | F40 | Z7 · t | Y1 · Z2 | ib | Z1 |

| N5 | F40 | Z7 · t | Y1 · Z2 | ib | Z1 |

| N5 | F40 | Z7 · t | Y1 · Z2 | ib | Z1 |

| G5 |

| G5 |

| G5 |

| G5 |

| G5 |

| G5 |

| G5 |

| G5 |

| G5 |

| G5 |

| G5 |

| G5 |

| G5 |

| G5 |

| G5 |

| G5 |

| D2 · r | N31 |

| D2 · r | N31 |

| D2 · r | N31 |

| D2 · r | N31 |

| D2 · r | N31 |

| D2 · r | N31 |

| D2 · r | N31 |

| D2 · r | N31 |

| D2 · r | N31 |

| D2 · r | N31 |

| D2 · r | N31 |

| D2 · r | N31 |

| D2 · r | N31 |

| D2 · r | N31 |

| D2 · r | N31 |

| D2 · r | N31 |